# Glorit
Glorit  est une communauté rurale dans la région d’Auckland  située dans  l’Île du Nord de la Nouvelle-Zélande.

## Situation
La route State Highway 16/S H16 (en) court à travers ce secteur, reliant la ville de Tauhoa à 12 km vers le nord et Helensville  vers le sud  ,.

## Histoire
Le village fut établi en 1868 et a célébré son 150 e anniversaire en 2018 .

## Caractéristiques
Les marae sont localisés au sud du village principal: le Marae Araparera ou Te Aroha Pā et sa maison de rencontre :Kia Mahara, et le Marae de Kakanui et la maison de rencontre de 'Te Kia Ora'.
C‘est le terrain de rencontre tribal, à la fois pour les Ngāti Rāngo (en), les Ngāti Whātua (en) et le Ngāti Whātua o Kaipara (en) .